# Selecció de futbol de Belize
La selecció de futbol de Belize representa a Belize a les competicions internacionals de futbol. És controlada per la Federació de Futbol de Belize.

## Història
Belize esdevingué independent el 1981 però no participà en competicions internacionals fins al 1995. El seu major èxit fou una quarta posició a la Copa Centreamericana de 2013. El 2011 fou expulsada de la FIFA per ingerències governamentals.

## Participacions en la Copa del Món
Campions      Finalistes      Tercers      Quarts
Un requadre vermell indica que eren amfitrions del campionat.
| Historial a la Copa del Món | Historial a la Copa del Món | Historial a la Copa del Món | Historial a la Copa del Món | Historial a la Copa del Món | Historial a la Copa del Món | Historial a la Copa del Món | Historial a la Copa del Món | Historial a la Copa del Món |
| Edició                      | Ronda                       | Posició                     | PJ                          | PG                          | PE                          | PP                          | GF                          | GC                          |
| --------------------------- | --------------------------- | --------------------------- | --------------------------- | --------------------------- | --------------------------- | --------------------------- | --------------------------- | --------------------------- |
| 1930                        | No hi participà             | No hi participà             | No hi participà             | No hi participà             | No hi participà             | No hi participà             | No hi participà             | No hi participà             |
| 1934                        | No hi participà             | No hi participà             | No hi participà             | No hi participà             | No hi participà             | No hi participà             | No hi participà             | No hi participà             |
| 1938                        | No hi participà             | No hi participà             | No hi participà             | No hi participà             | No hi participà             | No hi participà             | No hi participà             | No hi participà             |
| 1950                        | No hi participà             | No hi participà             | No hi participà             | No hi participà             | No hi participà             | No hi participà             | No hi participà             | No hi participà             |
| 1954                        | No hi participà             | No hi participà             | No hi participà             | No hi participà             | No hi participà             | No hi participà             | No hi participà             | No hi participà             |
| 1958                        | No hi participà             | No hi participà             | No hi participà             | No hi participà             | No hi participà             | No hi participà             | No hi participà             | No hi participà             |
| 1962                        | No hi participà             | No hi participà             | No hi participà             | No hi participà             | No hi participà             | No hi participà             | No hi participà             | No hi participà             |
| 1966                        | No hi participà             | No hi participà             | No hi participà             | No hi participà             | No hi participà             | No hi participà             | No hi participà             | No hi participà             |
| 1970                        | No hi participà             | No hi participà             | No hi participà             | No hi participà             | No hi participà             | No hi participà             | No hi participà             | No hi participà             |
| 1974                        | No hi participà             | No hi participà             | No hi participà             | No hi participà             | No hi participà             | No hi participà             | No hi participà             | No hi participà             |
| 1978                        | No hi participà             | No hi participà             | No hi participà             | No hi participà             | No hi participà             | No hi participà             | No hi participà             | No hi participà             |
| 1982                        | No hi participà             | No hi participà             | No hi participà             | No hi participà             | No hi participà             | No hi participà             | No hi participà             | No hi participà             |
| 1986                        | No hi participà             | No hi participà             | No hi participà             | No hi participà             | No hi participà             | No hi participà             | No hi participà             | No hi participà             |
| 1990                        | No hi participà             | No hi participà             | No hi participà             | No hi participà             | No hi participà             | No hi participà             | No hi participà             | No hi participà             |
| 1994                        | No hi participà             | No hi participà             | No hi participà             | No hi participà             | No hi participà             | No hi participà             | No hi participà             | No hi participà             |
| 1998                        | No es classificà            | No es classificà            | No es classificà            | No es classificà            | No es classificà            | No es classificà            | No es classificà            | No es classificà            |
| 2002                        | No es classificà            | No es classificà            | No es classificà            | No es classificà            | No es classificà            | No es classificà            | No es classificà            | No es classificà            |
| 2006                        | No es classificà            | No es classificà            | No es classificà            | No es classificà            | No es classificà            | No es classificà            | No es classificà            | No es classificà            |
| 2010                        | No es classificà            | No es classificà            | No es classificà            | No es classificà            | No es classificà            | No es classificà            | No es classificà            | No es classificà            |
| 2014                        | No es classificà            | No es classificà            | No es classificà            | No es classificà            | No es classificà            | No es classificà            | No es classificà            | No es classificà            |
| 2018                        | No es classificà            | No es classificà            | No es classificà            | No es classificà            | No es classificà            | No es classificà            | No es classificà            | No es classificà            |
| 2022                        | No es classificà            | No es classificà            | No es classificà            | No es classificà            | No es classificà            | No es classificà            | No es classificà            | No es classificà            |
| 2026                        | Pendent                     | Pendent                     | Pendent                     | Pendent                     | Pendent                     | Pendent                     | Pendent                     | Pendent                     |
| 2030                        | Pendent                     | Pendent                     | Pendent                     | Pendent                     | Pendent                     | Pendent                     | Pendent                     | Pendent                     |
| 2034                        | Pendent                     | Pendent                     | Pendent                     | Pendent                     | Pendent                     | Pendent                     | Pendent                     | Pendent                     |
| Total                       |                             |                             | 0                           | 0                           | 0                           | 0                           | 0                           | 0                           |

## Copa d'Or de la CONCACAF
| Copa d'Or de la CONCACAF | Copa d'Or de la CONCACAF | Copa d'Or de la CONCACAF | Copa d'Or de la CONCACAF | Copa d'Or de la CONCACAF | Copa d'Or de la CONCACAF | Copa d'Or de la CONCACAF | Copa d'Or de la CONCACAF | Copa d'Or de la CONCACAF |
| Edició                   | Ronda                    | Posició                  | PJ                       | PG                       | PE                       | PP                       | GF                       | GC                       |
| ------------------------ | ------------------------ | ------------------------ | ------------------------ | ------------------------ | ------------------------ | ------------------------ | ------------------------ | ------------------------ |
| 1991 a 1993              | No hi participà          | No hi participà          | No hi participà          | No hi participà          | No hi participà          | No hi participà          | No hi participà          | No hi participà          |
| 1996 a 2002              | No es classificà         | No es classificà         | No es classificà         | No es classificà         | No es classificà         | No es classificà         | No es classificà         | No es classificà         |
| 2003                     | No hi participà          | No hi participà          | No hi participà          | No hi participà          | No hi participà          | No hi participà          | No hi participà          | No hi participà          |
| 2005 a 2011              | No es classificà         | No es classificà         | No es classificà         | No es classificà         | No es classificà         | No es classificà         | No es classificà         | No es classificà         |
| 2013                     | Fase de grups            | 12è                      | 3                        | 0                        | 0                        | 3                        | 1                        | 11                       |
| 2015                     | No es classificà         | No es classificà         | No es classificà         | No es classificà         | No es classificà         | No es classificà         | No es classificà         | No es classificà         |
| 2017                     | No es classificà         | No es classificà         | No es classificà         | No es classificà         | No es classificà         | No es classificà         | No es classificà         | No es classificà         |
| Total                    | Fase de grups            | 1/13                     | 3                        | 0                        | 0                        | 3                        | 1                        | 11                       |

## Copa Centreamericana
| Copa Centreamericana | Copa Centreamericana | Copa Centreamericana | Copa Centreamericana | Copa Centreamericana | Copa Centreamericana | Copa Centreamericana | Copa Centreamericana | Copa Centreamericana |
| Edició               | Ronda                | Posició              | PJ                   | PG                   | PE                   | PP                   | GF                   | GC                   |
| -------------------- | -------------------- | -------------------- | -------------------- | -------------------- | -------------------- | -------------------- | -------------------- | -------------------- |
| 1991                 | No hi participà      | No hi participà      | No hi participà      | No hi participà      | No hi participà      | No hi participà      | No hi participà      | No hi participà      |
| 1993                 | No hi participà      | No hi participà      | No hi participà      | No hi participà      | No hi participà      | No hi participà      | No hi participà      | No hi participà      |
| 1995                 | Fase de grups        | 6è                   | 2                    | 0                    | 0                    | 2                    | 1                    | 5                    |
| 1997                 | Preliminar           | 7è                   | 2                    | 0                    | 1                    | 1                    | 1                    | 2                    |
| 1999                 | Fase de grups        | 6è                   | 2                    | 0                    | 0                    | 2                    | 1                    | 12                   |
| 2001                 | Fase de grups        | 6è                   | 2                    | 0                    | 1                    | 1                    | 3                    | 7                    |
| 2003                 | No hi participà      | No hi participà      | No hi participà      | No hi participà      | No hi participà      | No hi participà      | No hi participà      | No hi participà      |
| 2005                 | Fase de grups        | 7è                   | 3                    | 0                    | 0                    | 3                    | 0                    | 7                    |
| 2007                 | Fase de grups        | 7è                   | 3                    | 0                    | 0                    | 3                    | 3                    | 7                    |
| 2009                 | Fase de grups        | 7è                   | 3                    | 0                    | 1                    | 2                    | 3                    | 7                    |
| 2011                 | Fase de grups        | 7è                   | 3                    | 0                    | 1                    | 2                    | 3                    | 8                    |
| 2013                 | Quart                | 4t                   | 5                    | 1                    | 1                    | 3                    | 2                    | 4                    |
| 2014                 | Fase de grups        | 7è                   | 3                    | 0                    | 0                    | 3                    | 1                    | 6                    |
| 2017                 | Fase de grups        | 6è                   | 5                    | 0                    | 1                    | 4                    | 2                    | 10                   |
| Total                | Quart                | 10/13                | 30                   | 1                    | 6                    | 23                   | 19                   | 69                   |